# Yves Triantafilos
Yves Triantafilos, né le 27 octobre 1948 à Montbrison, est un footballeur international français. Il se fait connaître en France comme avant-centre de l'AS Saint-Étienne dans le milieu des années 1970, où il brille par sa qualité de frappe et son bon jeu de tête.

## Biographie

### Premiers pas de footballeur (1964-1971)
Formé à l'AS Saint-Étienne, Yves Triantafilos fait ses débuts professionnels dans ce club lors de la saison 1966-67, puis part faire son service militaire au Bataillon de Joinville entre 1967 et 1969, une période pendant laquelle l'unité aligne une équipe en deuxième division du championnat de France.
La concurrence est rude lorsqu'il revient à l'AS Saint-Étienne en 1969. Il part donc pour le club de l'US Boulogne avec lequel il s’aguerrit et dispose d'une place de titulaire. Il termine meilleur buteur de Division 2 en 1971 avec 19 buts.

### Premiers titres en Grèce (1971-1974)
Auréolé de ce statut, Yves Triantafilos devient alors l'un des premiers footballeurs français expatriés, à une époque où la pratique n'est pas si courante, en rejoignant le club grec de l'Olympiakos Le Pirée au cours de l'été 1971.
Il y reste trois saisons et remporte deux titres de champion de Grèce, réalisant même le doublé coupe-championnat en 1973.

### Chez les «Verts» (1974-1975)
Lors de l'intersaison 1974, Yves Triantafilos revient dans son club formateur, l'AS Saint-Étienne, où il est affublé du surnom « le Grec » en raison de son patronyme et de son passage récent à Athènes. Le club domine alors le championnat de France et s’apprête à vivre sa première épopée européenne lors de la Coupe des clubs champions européens.
En huitièmes de finale de la compétition, les Stéphanois affronte le club yougoslave du Hajduk Split. Alors qu'ils ont été battus 4-1 au match aller, les « Verts » mènent 3-1 au match retour avant l'entrée en jeu de Triantafilos à la 79' qui, 3' plus tard porte le score à 4-1 et permet à l'AS Saint-Étienne d'obtenir la prolongation. Durant celle-ci, l'équipe stéphanoise se procure un coup franc, que tire Yves Triantafilos. En envoyant le ballon au fond des filets yougoslaves il devient le héros du match. Son doublé porte le score à 5-1 et offre une qualification miraculeuse à Saint-Étienne. C'est d'ailleurs depuis ce match mythique du 6 novembre 1974 que le stade Geoffroy-Guichard sera surnommé par la presse « le Chaudron »,. L'AS Saint-Étienne élimine ensuite le Ruch Chorzów en quarts de finale (3-2 ; 0-2) avant de s'incliner en demi-finales face au Bayern Munich (0-0 ; 0-2).
En dehors de cette rencontre marquante face au Hajduk Split, Yves Triantafilos réalise une bonne saison qui lui vaut d'être appelé pour la première fois en équipe de France le 23 mars 1975, à l'occasion d'un match amical contre la Hongrie remporté 2-0 par la France. Ce match restera son unique sélection en bleu.

### Départ pour Nantes et passage à Rouen (1975-1978)
À la recherche d'une place de titulaire, qu'il estime ne pas avoir obtenue avec l'AS Saint-Étienne, il quitte les Verts en octobre 1975, pour rejoindre le club rival du FC Nantes. Il y passe deux saisons et remporte un dernier titre de champion de France en 1977. Il avouera plus tard regretter d'être parti si tôt à Nantes et donc de ne pas avoir disputé la fameuse finale de 1976 entre Saint-Étienne et le Bayern Munich.
En octobre 1977, Yves Triantafilos rejoint le FC Rouen alors promu en Division 1. Malheureusement, il ne parvient pas à aider le club à se maintenir et les Rouennais finissent bon dernier au classement de la saison 1977-1978.

### Aventure grecque puis retour dans la Loire (1978-1982)
Il quitte le club à l'issue de cette saison et retourne en Grèce finir sa carrière professionnelle en deuxième division dans le club de GS Kallithéa. Pendant deux saisons il exerce les fonctions d'entraîneur-joueur.
Il quitte le monde professionnel en 1980 et s'engage avec l'AS Roanne, alors en troisième division nationale.

### Retraite
Après sa carrière il élit domicile au Chambon-sur-Lignon, village de Haute-Loire dont sa compagne tient une des pharmacies. L'ASSE réalise d'ailleurs régulièrement des stages de préparations sur la commune et ses environs.

## Palmarès

### En club
Olympiakos Le Pirée :
- Champion de Grèce en 1973 et en 1974
- Vainqueur de la Coupe de Grèce en 1973
- Vice-champion de Grèce en 1972
- Finaliste de la Coupe de Grèce en 1974

 AS Saint-Étienne :
- Champion de France en 1967, en 1975 et en 1976
- Vainqueur de la Coupe de France en 1975
- Demi-finaliste de la Coupe d'Europe des Clubs Champions en 1975

 FC Nantes :
- Champion de France en 1977
- Vice-champion de France en 1978

### En sélection
Équipe de France :
- 1 sélection en 1975
- Participation aux Jeux Olympiques en 1968 (1/4 de finaliste)

### Distinction individuelle
US Boulogne :
- Meilleur buteur du Groupe Nord de Division 2 en 1971 (19 buts)